# Joshua Wong
Joshua Wong Chi-fung (chiń. trad. 黃之鋒, ur. 13 października 1996 w Hongkongu) – hongkoński aktywista polityczny, który jest przewodniczącym i założycielem grupy uczniów-aktywistów Scholarism. Był uczniem United Christian College, a obecnie studiuje na Open University of Hong Kong (dane na 2014). Jest najbardziej rozpoznawalnym liderem protestów w Hongkongu z 2014, podczas których domagano się przeprowadzenia obiecanych wcześniej wolnych wyborów. Ze względu na wpływ na rzecz ruchów prodemokratycznych w Hongkongu został uznany za jednego z Najbardziej Wpływowych Nastolatków 2014 według magazynu „Time” i nominowany do nagrody Człowieka Roku, a w 2015 umieszczony na 10 miejscu na liście Największych Światowych Liderów magazynu „Fortune”.

## Życiorys
Wkrótce po narodzinach zdiagnozowano u niego dysleksję. Jest synem Grace i Rogera Wongów. Został wychowany w rodzinie protestanckiej. Wzbudzał on obawy u części swojej rodziny, kiedy razem ze swoim ojcem odwiedzał najuboższe grupy społeczne. Ojciec mówił mu, że powinien dbać o najsłabszych.
Studiował w United Christian College we wschodniej części regionu Koulun. Zaczął brać aktywny udział w życiu społecznym Hongkongu w młodym wieku; był jednym z pierwszych protestujących przeciw budowie kolei dużych prędkości w 2010.
29 maja 2011 razem z przyjacielem ze szkoły Ivanem Lamem założył Scholarism – grupę aktywistów szkolnych. Zyskał zainteresowanie opinii publicznej w 2012, kiedy kierował organizacją protestującą przeciwko wprowadzonej przez władze ChRL w Hongkongu edukacji moralnej i narodowej. W dniu 27 września 2014 wraz z 78 innymi osobami został aresztowany przez Policję w Hongkongu podczas ogromnych prodemokratycznych protestów, kiedy setki uczniów przeprowadziło szturm na siedzibę rządu Hongkongu. Jednakże, w odróżnieniu od większości aresztowanych, którzy zostali uwolnieni wkrótce potem, pozostał w areszcie przez około dwa dni, aż do uwolnienia w niedzielę wieczorem.
Jest uważany za symbol buntu przeciwko rządowi. Angażuje się w żądanie wprowadzenia w pełni demokratycznych procedur w wyborach szefa administracji Hongkongu w 2017.

## Rola w protestach w Hongkongu

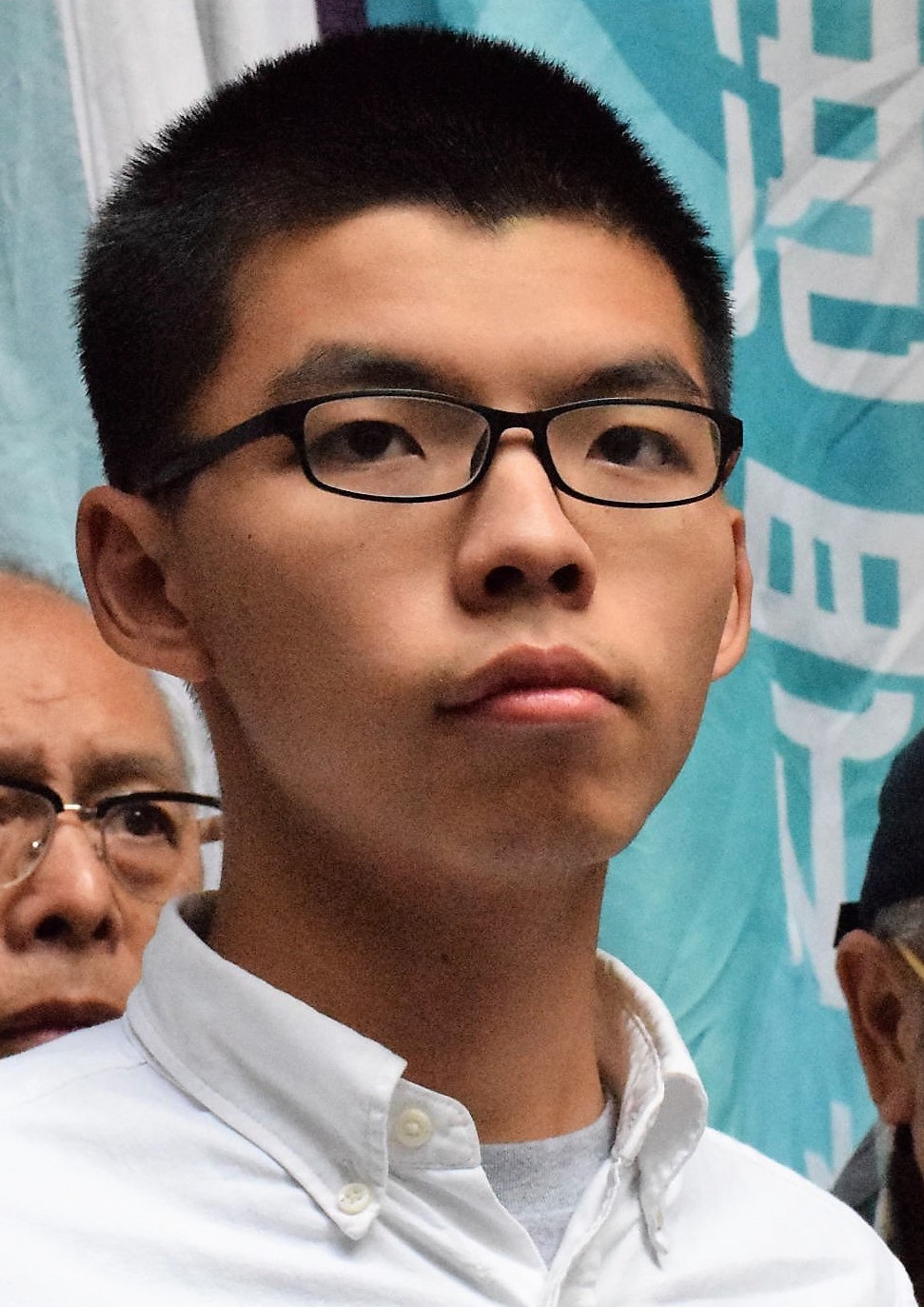
Joshua Wong (2017)

W czerwcu 2014 Scholarism sporządził plan reformy systemu wyborczego w Hongkongu, dążąc do wyborów powszechnych w ramach doktryny jeden kraj, dwa systemy. Wong jako lider aktywistów rozpoczął ruch obywatelskiego nieposłuszeństwa wśród uczniów w Hongkongu, który wysłał prodemokratyczną wiadomość do Pekinu.
Według Joshuy Steimle’a, CEO MWI, agencji marketingu cyfrowego z siedzibą w USA i Hongkongu, Wong jest kompetentnym i doświadczonym liderem. W czasie protestów powiedział: „Wśród wszystkich ludzi w Hongkongu jest tylko jedna osoba, która może podjąć decyzję, czy obecny ruch będzie trwał, a jest nim Leung. Jeśli Leung spełni nasze żądania, protesty oczywiście się zakończą.”
Chińskie media państwowe i prorządowa gazeta Hongkongu stwierdziły, że trzy lata przed protestami Wong „otrzymał darowizny” i „spotkał się z personelem konsulatu Stanów Zjednoczonych” i że przeciwstawia się rządowi bez konkretnych powodów. Nazwały go także ekstremistą. Wong odrzucił wszystkie zarzuty jako bezpodstawne. Joshua stwierdził, że protesty były przeprowadzone według doktryny non violence.
27 listopada 2014 został oskarżony o utrudnianie oczyszczenia jednego z trzech obszarów protestacyjnych w mieście. Jego prawnik stwierdził, iż było to umotywowane politycznie. Został objęty zakazem przebywania w dużej części Mong Koku, co było jednym z warunków zwolnienia za kaucją. Może przebywać na tym obszarze jedynie w trakcie tranzytu. 2 grudnia 2014 wraz z dwoma innymi studentami rozpoczął strajk głodowy na czas „nieokreślony”, żądając wznowienia rozmów z rządem w Hongkongu. Cztery dni później zdecydował się jednak zakończyć strajk za „silną namową lekarza”.

## Obecność w mediach
- 2014: „Time” – Cover (edycja azjatycka)
- 2014: „Time” – 25 Najbardziej Wpływowych Nastolatków 2014
- 2014: „Time” – Człowiek Roku 2014 (3. miejsce)